# Papaver
- Commons
- Wikispecies

Papaver é um gênero botânico da família Papaveraceae.
Além da papoula-vulgar (Papaver rhoeas) e da papoula-dormideira (Papaver somniferum), várias outras espécies do gênero Papaver são comumente chamadas "papoulas". Todavia esse nome vernacular também pode designar espécies pertencentes a gêneros vizinhos, a exemplo da papoula-da-califórnia, que pertence ao gênero Eschscholzia, ou da papoula-azul-do-himalaia  e da papoula-amarela - ambas pertencentes ao gênero Meconopsis.

## Ligações externas

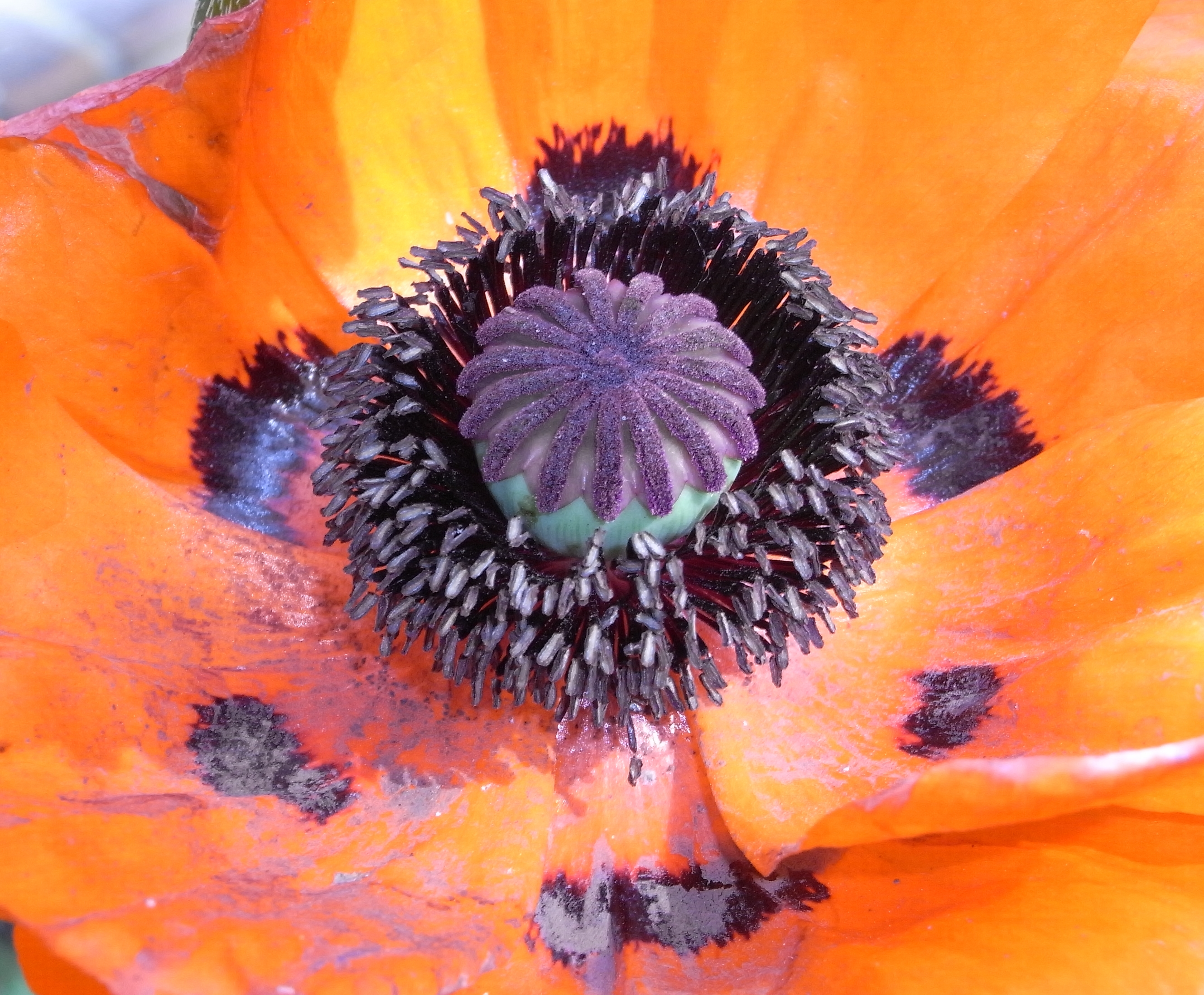

## Espécies
| - Papaver alboroseum - Papaver alpinum - Papaver argemone - Papaver atlanticum - Papaver bracteatum - Papaver californicum - Papaver croceum - Papaver dahlianum - Papaver decaisnei - Papaver dubium | - Papaver glaucum - Papaver gorgoneum - Papaver gorodkovii - Papaver gracile - Papaver hybridum - Papaver kluanense - Papaver lapponicum - Papaver macounii - Papaver mcconnellii - Papaver nudicaule | - Papaver orientale - Papaver pilosum - Papaver pseudo-orientale - Papaver pygmaeum - Papaver radicatum - Papaver rhoeas - Papaver rupifragum - Papaver sendtneri - Papaver somniferum - Papaver umbonatum - Papaver walpolei |

## Classificação do gênero
| Sistema | Classificação                      | Referência               |
| ------- | ---------------------------------- | ------------------------ |
| Linné   | Classe Polyandria, ordem Monogynia | Species plantarum (1753) |